# ماكسيميليان لست
ماكسيميليان لست (بالألمانية: Maximilian List)‏ هو معذب ‏ ومهندس معماري ألماني، ولد في 9 فبراير 1910 في ميونخ في ألمانيا، وتوفي في 1980.